# Perdita pallidipes
Perdita pallidipes är en biart som beskrevs av Timberlake 1964. Perdita pallidipes ingår i släktet Perdita och familjen grävbin. Inga underarter finns listade i Catalogue of Life.